# Diario de Teruel
Diario de Teruel es un periódico español distribuido en la provincia de Teruel. 

## Historia
Su historia ha sufrido numerosos vaivenes. El 1 de octubre de 1885 tuvo una primera fundación en Teruel por Alfonso Torán y cuya publicación duró menos de un año. Posteriormente, en 1901 reaparece de la mano de Dionisio Zarzoso (fundador de El Eco de Teruel) y su publicación dura hasta 1908, fecha en la que desaparece nuevamente. Durante la dictadura franquista se publicó el diario Lucha, perteneciente a la Prensa del Movimiento, que se editaría hasta 1980.
Ya en 1980 reaparece por tercera y última vez como Diario de Teruel, debido a la creación por parte de la diputación provincial de Teruel del Patronato para la Información de Teruel (FITE), entidad que se encargó de su edición hasta 2006, cuando se creó una Entidad Pública Empresarial. En la actualidad el Diario de Teruel tiene su sede en unos locales en la Avenida de Sagunto del Ensanche de la capital turolense y cuenta con una sucursal en la ciudad de Alcañiz. El director gerente es Jota R. Vicente y la redactora jefe es Eva Ron Ron. En la actualidad no está asociado a ningún grupo mediático, siendo 100% de titularidad de la Diputación Provincial de Teruel.